# 斎藤寮
斎藤 尞（さいとう りょう、1926年10月30日 - 2015年10月30日）は、日本の元ラグビー選手及び同監督。

## プロフィール
- 北海道出身。
- 主なポジションはプロップ(PR)、フッカー(HO)。
- 日本代表キャップは4。

## 来歴
北海中学を経て明治大学へと進んだ。
第二次世界大戦後初めて行われた1946年を手始めに、明早戦に5シーズン連続で出場。1949年度シーズンには主将として、東西学生ラグビーフットボール対抗王座決定戦制覇など、11戦全勝の記録をもたらした。その後、大映に進み、ここでもプレーした。
また、1952年のオックスフォード大学戦（2試合）、1953年のケンブリッジ大学戦（2試合）に日本代表選手として出場し、キャップ4を獲得。
現役から退いた後は、長らく監督の北島忠治を補佐するヘッドコーチとして母校・明治大学の指導にあたる傍ら、1974年に日本代表監督に就任。同チームが1936年の初対戦以降、幾度となく対戦しながらもどうしても勝つことができなかった、ニュージーランド学生代表クラブ(略称:NZU)との一戦で、敵地である、ニュージーランドのウェリントンで初めて勝利をもたらした。その後、日本代表監督としては、1976年～1978年、1980年～1981年の各年代においても歴任した。
2015年10月30日、肺炎のため死去。89歳没。生没同日であった。